# Paracladura williamsae
Paracladura williamsae är en tvåvingeart som beskrevs av Krzeminska 2005. Paracladura williamsae ingår i släktet Paracladura och familjen vintermyggor.
Artens utbredningsområde är Myanmar. Inga underarter finns listade i Catalogue of Life.